# آلن هيغير
آلن هيغير (بالإنجليزية: Alan Jay Heeger)‏ هو كيميائي وفيزيائي أمريكي ولد في ولاية آيوا الأمريكية في 22 يناير 1936 لعائلة يهوديه .
حصل على البكالوريوس من University of Nebraska-Lincoln في عام 1957
وحصل على دكتوراه في الفيزياء من جامعة بركلي في سنة 1961. يدرس حاليا في جامعة كاليفورنيا، سانتا باربرا.
تحصل على جائزة نوبل في الكيمياء لسنة 2000 مع آلن ماكديرميد وهيديكي شيراكاوا.
وهو عضو في USA Science and Engineering Festival

## روابط خارجية
- آلن هيغير على موقع الموسوعة البريطانية (الإنجليزية)
- آلن هيغير على موقع مونزينجر (الألمانية)
- آلن هيغير على موقع إن إن دي بي (الإنجليزية)